# Casa Matamala (Manresa)
La Casa Matamala és una obra del municipi de Manresa (Bages) protegida com a bé cultural d'interès local.

## Descripció
Edifici que consta de semi soterrani, planta baixa i quatre pisos.
De les façanes en destaca la solució de cantonada, amb tribuna rotonda a nivell del primer i segon pis, on forma al damunt una terrassa amb balustrada i torratxa amb coberta cònica, d'escames ceràmiques. La tribuna presenta als dos pisos arqueries sobre columnes amb capitells toscans (primer pis) i corintis (segon pis). La resta d'obertures en façanes als dos carrers són d'esquema vertical amb balcons aïllats i correguts, de ferro. Les del tercer pis són resoltes en llenguatge neoclàssic, amb frontons i balustres. Remat superior amb cornisa i balustrada. La façana al pati presenta unes galeries tribuna curvilínies, amb persianes de fusta. A l'extrem del pati hi ha un petit pavelló cobert a quatre aigües, fent cantonada amb el carrer.